# Egon Lindgren
Egon Hjalmar Lindgren, född den 9 juni 1890 i Karlshamn, död den 9 november 1969 i Stockholm, var en svensk ämbetsman.
Lindgren avlade studentexamen 1908 och juris kandidatexamen 1913. Han genomförde tingstjänstgöring 1913–1916. Lindgren blev extra länsnotarie i Älvsborgs län 1917, andre länsnotarie där 1920, förste länsnotarie 1921 och länsassessor 1927. Han var landssekreterare i samma län 1937–1945. Lindgren var auditör vid Västgöta regementes krigsrätt 1920–1926 och sekreterare i Älvsborgs läns landsting 1920–1939. Han blev riddare av Vasaorden 1935 och av Nordstjärneorden 1942. Lindgren vilar på Skogskyrkogården i Stockholm.